# Негрешть (Бира, Нямц)
Негрешть, Негрешті (рум. Negrești) — село у повіті Нямц у Румунії. Входить до складу комуни Бира.
Село розташоване на відстані 295 км на північ від Бухареста, 53 км на схід від П'ятра-Нямца, 43 км на південний захід від Ясс.

## Населення
За даними перепису населення 2002 року у селі проживали 223 особи, усі — румуни. Усі жителі села рідною мовою назвали румунську.